# Louis-Charles Boileau
Louis-Charles Boileau (Parigi, 27 ottobre 1837 – Bordeaux, 17 settembre 1914) è stato un architetto francese.
Era figlio dell'architetto Louis-Auguste Boileau e padre dell'architetto Louis-Hippolyte Boileau.

## Biografia
Fu allievo del padre con il quale collaborò alla costruzione della chiesa di Le Vésinet nel 1864, uno dei primi edifici pubblici ad utilizzare il cemento armato .
Durante la Comune, fu membro del consiglio della Federazione degli artisti di Parigi come segretario, con Gustave Courbet, presidente e Jules Dalou, assessore.
Sua figlia sposò Théodore Tissier (1866-1944), sindaco di Bagneux, avvocato e politico.
Abitava in rue de Sceaux 2 a Bagneux (oggi rue Pablo Neruda).
Alla sua morte, Louis-Charles Boileau lasciò in eredità la somma di 10 000 franchi .

## Opere principali

### Castelli

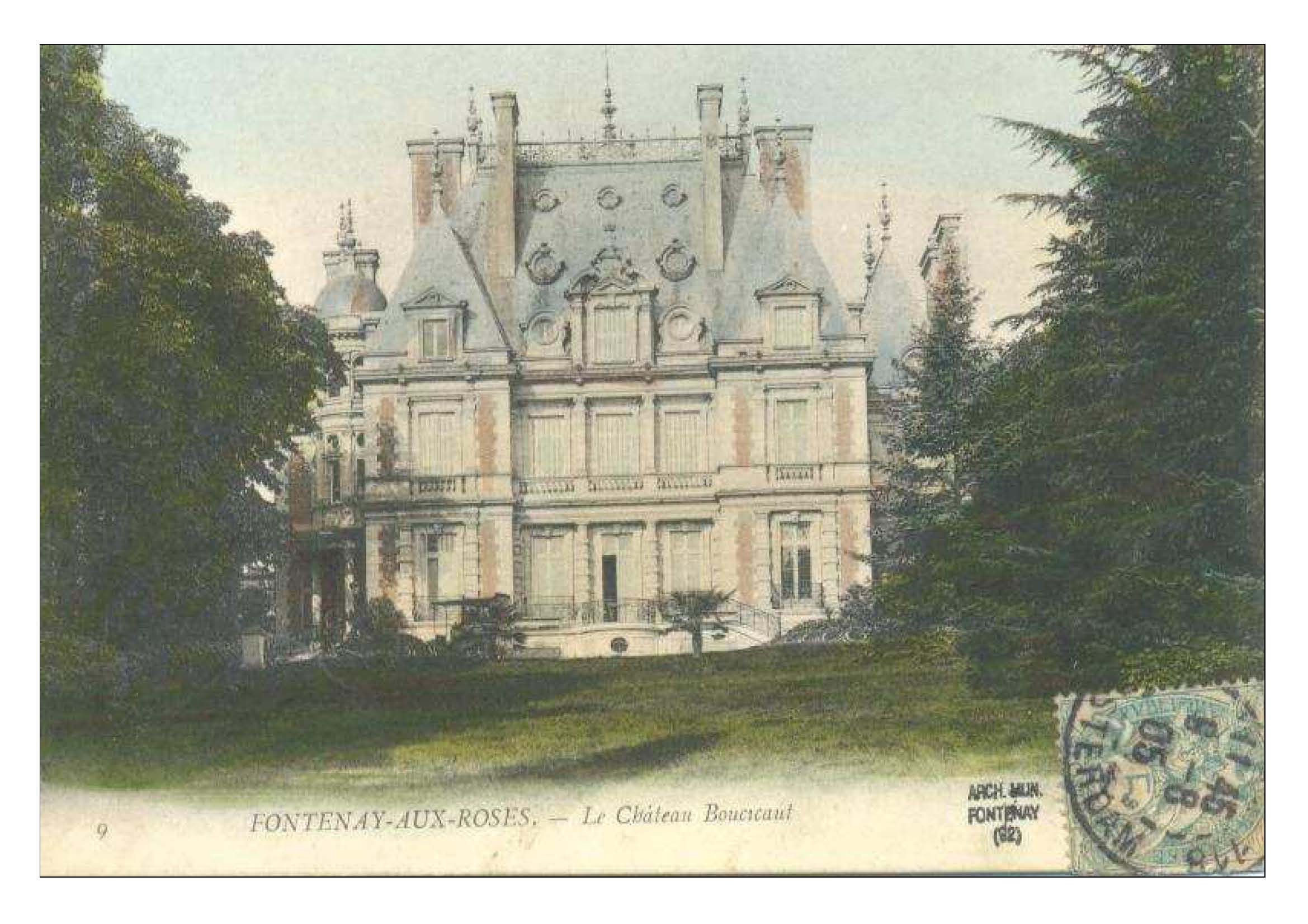
Château Boucicaut a Fontenay-aux-Roses, raso al suolo nel 1954.

- Château Boucicaut a Fontenay-aux-Roses, raso al suolo nel 1954.
- Château de la Donneterie a Neuillé-Pont-Pierre, per conto di Armand Moisant.
- Château de Stors a L'Isle-Adam.

### Scuole
- Scuola femminile Mériel.

### Chiese
- Chiesa, canonica e municipio de L'Isle-Adam.
- Chiesa di Sainte-Marguerite a Le Vésinet.
- Chiesa della Trinità a Parigi.

### Hôtel
- Léon Say hôtel particulier al 21, rue Fresnel a Parigi.
- Hôtel Lutetia a Parigi (in collaborazione con Henri-Alexis Tauzin [3]),
- Hôtel particulier des Cheuvreux - Montebello a 11, rue Hamelin a Parigi.

### Negozio

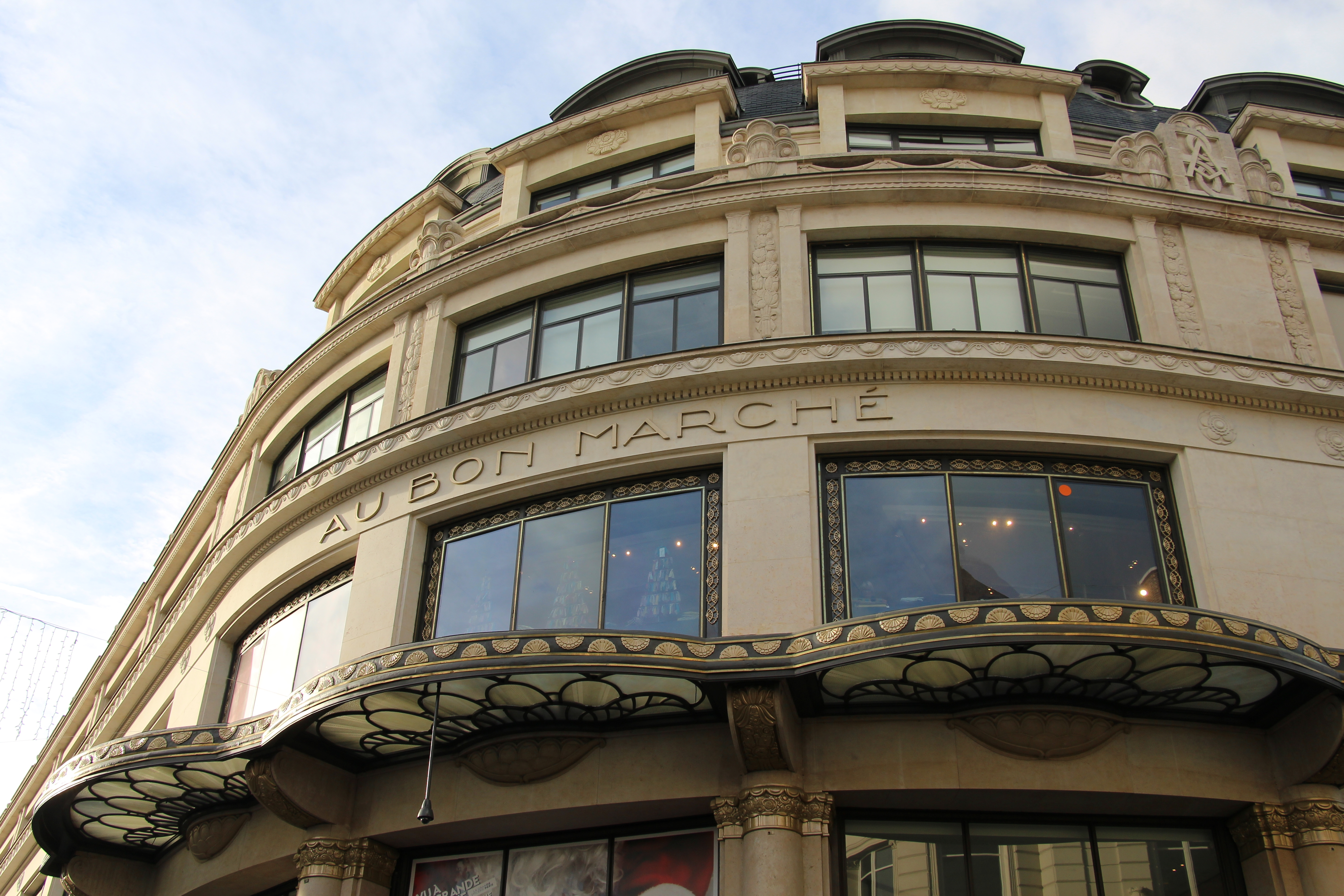
Il Bon Marché

- Negozio Bon Marché a Parigi, in collaborazione con Armand Moisant, ingegnere edile.

### Monumento commemorativo
- Il piedistallo del Monumento a Léon Gambetta di Jean-Paul Aubé, eretto a Parigi nella Cour Napoléon al Palazzo del Louvre. Alto 27 metri, si presenta come un obelisco ed è sormontato dalla statua di Gambetta e dall'allegoria dei diritti umani. Inaugurato il 14 luglio 1888, venne rimosso definitivamente dalla Cour Napoléon nel 1954, e i resti del gruppo centrale vennero reinstallati nel 1982 nella piazza Édouard-Vaillant a Parigi.